# La partita più pericolosa
La partita più pericolosa (The Most Dangerous Game) è un breve racconto di Richard Connell del 1924.
In Italia è stato pubblicato per la prima volta nel 1933 per la collana I Libri Gialli della Mondadori.

## Trama
Anni venti del Novecento. Sanger Rainsford, un cacciatore newyorchese, è diretto in nave verso il Brasile, per una caccia al giaguaro, e durante il viaggio discute con l'amico Whitney a proposito di come ci si può sentire a essere una preda, invece di un cacciatore. Poco dopo Rainsford, distratto da alcuni colpi di pistola esplosi al largo, perde l'equilibrio e cade dalla nave, senza che nessuno se ne accorga. In balia della corrente, riesce a raggiungere l'isola Ship-Trap, nota per la sua pessima fama, e viene accolto dal proprietario dell'isola, il generale russo Zaroff, e dal suo servo sordomuto Ivan. Il generale è appassionato di caccia, quasi ossessionato: ha cacciato e ucciso molti esemplari di varie specie animali, ma non gli basta, lui cerca l'avventura. Quelle che ha catturato non sono la preda più pericolosa... perché non ragionano. Così ha intrapreso una specie di caccia molto particolare: ha iniziato a dare la caccia a tutti i naufraghi che arrivano sulla sua isola, e chi riesce a sopravvivere senza farsi catturare per tre giorni vince. E la preda successiva è ovviamente Rainsford.

## Personaggi
- Sanger Rainsford: un cacciatore di New York.
- Generale Zaroff: un aristocratico russo pre-rivoluzionario, ossessionato dalla caccia.
- Ivan: schiavo e guardia del corpo di Zaroff, sordomuto.
- Whitney: un cacciatore amico di Rainsford.

## Adattamenti
- Dal racconto la RKO Pictures ha tratto i film Pericolosa partita (The Most Dangerous Game) (1932) e il remake A Game of Death (1945).[1]
- Altri film ispirati alla storia sono La preda umana (1956) della United Artists,[1] Bloodlust! (1961),[1] The Woman Hunt (1973),[1] Turkey Shoot (1982)[1], Sopravvivere al gioco (1994)[1] e The Hunt (2020).
- Ne sono stati tratti tra il 1943 e il 1947 tre drammi radiofonici: il primo vede Orson Welles cimentarsi nel ruolo del Generale Zaroff, il secondo vede Joseph Cotten nei panni di Rainsford.
- Il racconto ha ispirato anche l'episodio Sopravviverà il più forte di taglia (Survival of the Fattest) presente nel sedicesimo speciale di Halloween de I Simpson. Nella puntata Homer Simpson e tutti gli altri uomini di Springfield vengono invitati a una battuta di caccia nella tenuta del signor Burns, senza sapere che le prede saranno proprio loro.